# Coronelía
La coronelía es una formación militar ideada por Gonzalo Fernández de Córdoba, el «Gran Capitán», y utilizada con gran efectividad durante las Guerras italianas (1494-1559).
Se forman por la necesidad de contar con unidades de maniobra más potentes que las compañías bajo un mando unificado. Así, un número de compañías fueron agrupadas en una coronelía al mando de un coronel, como un mando intermedio entre los capitanes de las compañías y el capitán general del ejército. Esto permitía una mayor flexibilidad operativa en el despliegue de la fuerza. Al principio cada coronelía contaba con 12 compañías, a 500 hombres por compañía, dando un total de 6.000 hombres por coronelía. Diez de las compañías estaban formadas por 200 piqueros, 100 arcabuceros y 200 rodeleros y dos solo por piqueros. Con el tiempo el número de compañías en cada coronelía y de hombres en cada compañía fue cambiando, siendo el total de hombres por coronelía, años más tarde, entre 800 y 1500. Las coronelías acabaran siendo a su vez integradas en tercios, creando un nivel adicional de mando.